# Volta ao Algarve 2023
Volta ao Algarve 2023 var den 49. udgave af det portugisiske etapeløb Volta ao Algarve. Cykelløbets fem etaper foregik i perioden 15. til 19. februar 2023. Løbet havde en samlet distance på 791,9 km, og var en del UCI ProSeries 2023.
Danske Magnus Cort fra EF Education-EasyPost vandt løbets 2. og 3. etape. Ved den første sejr kom han i løbets gule førertrøje, og den blev efter den anden sejr suppleret med den grønne pointtrøje. Cort endte løbet på en samlet 9. plads, og vandt pointkonkurrencen. Frederik Wandahl fra Bora-Hansgrohe kørte efter 2. etape i løbets ungdomstrøje. Den mistede han efter 4. etape, og sluttede på en samlet andenplads i den konkurrence. Kasper Asgreen fra Soudal Quick-Step vandt bjergkonkurrencen.
Colombianske Daniel Martínez fra Ineos Grenadiers sikrede sig på sidste etape den samlede sejr i klassementet.

## Etaperne
| Etape    | Dato     | Start – Mål                | type          | Afstand (km) | Elevation (m) | Etapevinder        | Førende rytter     |
| -------- | -------- | -------------------------- | ------------- | ------------ | ------------- | ------------------ | ------------------ |
| 1. etape | 15. feb. | Portimão – Lagos           | flad etape    | 200,2        | 2.301 m       | Alexander Kristoff | Alexander Kristoff |
| 2. etape | 16. feb. | Sagres – Fóia              | bjergetape    | 186,3        | 3.411 m       | Magnus Cort        | Magnus Cort        |
| 3. etape | 17. feb. | Faro – Tavira              | flad etape    | 203,1        | 2.369 m       | Magnus Cort        | Magnus Cort        |
| 4. etape | 18. feb. | Albufeira – Alto do Malhão | kuperet etape | 177,9        | 3.203 m       | Tom Pidcock        | Tom Pidcock        |
| 5. etape | 19. feb. | Lagoa – Lagoa              | enkeltstart   | 24,4         | 308 m         | Stefan Küng        | Daniel Martínez    |

### 1. etape
| Portimão - Lagos | flad etape | (200,2 km) |

| \| Etaperesultat \| Etaperesultat \| Etaperesultat \| Etaperesultat \| Etaperesultat \| \| Rytter \| Rytter \| Hold \| Tid \| \| \| ------------- \| ------------------ \| ---------------------- \| ------------- \| ------------- \| \| 1. \| Alexander Kristoff \| Uno-X Pro Cycling Team \| 4t 49' 25" \| \| \| 2. \| Jordi Meeus \| Bora-Hansgrohe \| + 0" \| \| \| 3. \| Søren Wærenskjold \| Uno-X Pro Cycling Team \| + 0" \| \| \| 4. \| Fabio Jakobsen \| Soudal Quick-Step \| + 0" \| \| \| 5. \| Pavel Bittner \| Team DSM \| + 0" \| \| \| 6. \| Paul Penhoët \| Groupama-FDJ \| + 0" \| \| \| 7. \| Natnael Tesfatsion \| Trek-Segafredo \| + 0" \| \| \| 8. \| Timo Kielich \| Alpecin-Deceuninck \| + 0" \| \| \| 9. \| Edward Theuns \| Trek-Segafredo \| + 0" \| \| \| 10. \| Tim van Dijke \| Jumbo-Visma \| + 0" \| \| |                    |                        |            |
| |                    |                        |            |
| Kilde: ProCyclingStats |                    |                        |            |
| Etaperesultat |                    |                        |            |
| Rytter | Rytter             | Hold                   | Tid        |
| 1. | Alexander Kristoff | Uno-X Pro Cycling Team | 4t 49' 25" |
| 2. | Jordi Meeus        | Bora-Hansgrohe         | + 0"       |
| 3. | Søren Wærenskjold  | Uno-X Pro Cycling Team | + 0"       |
| 4. | Fabio Jakobsen     | Soudal Quick-Step      | + 0"       |
| 5. | Pavel Bittner      | Team DSM               | + 0"       |
| 6. | Paul Penhoët       | Groupama-FDJ           | + 0"       |
| 7. | Natnael Tesfatsion | Trek-Segafredo         | + 0"       |
| 8. | Timo Kielich       | Alpecin-Deceuninck     | + 0"       |
| 9. | Edward Theuns      | Trek-Segafredo         | + 0"       |
| 10. | Tim van Dijke      | Jumbo-Visma            | + 0"       |

| \| Samlede stilling \| Samlede stilling \| Samlede stilling \| Samlede stilling \| Samlede stilling \| \| Rytter \| Rytter \| Hold \| Tid \| \| \| ---------------- \| ------------------ \| ---------------------- \| ---------------- \| ---------------- \| \| 1. \| Alexander Kristoff \| Uno-X Pro Cycling Team \| 4t 49' 15" \| \| \| 2. \| Jordi Meeus \| Bora-Hansgrohe \| + 4" \| \| \| 3. \| Søren Wærenskjold \| Uno-X Pro Cycling Team \| + 6" \| \| \| 4. \| Fabio Jakobsen \| Soudal Quick-Step \| + 10" \| \| \| 5. \| Pavel Bittner \| Team DSM \| + 10" \| \| \| 6. \| Paul Penhoët \| Groupama-FDJ \| + 10" \| \| \| 7. \| Natnael Tesfatsion \| Trek-Segafredo \| + 10" \| \| \| 8. \| Timo Kielich \| Alpecin-Deceuninck \| + 10" \| \| \| 9. \| Edward Theuns \| Trek-Segafredo \| + 10" \| \| \| 10. \| Tim van Dijke \| Jumbo-Visma \| + 10" \| \| |                    |                        |            |
| |                    |                        |            |
| Kilde: ProCyclingStats |                    |                        |            |
| Samlede stilling |                    |                        |            |
| Rytter | Rytter             | Hold                   | Tid        |
| 1. | Alexander Kristoff | Uno-X Pro Cycling Team | 4t 49' 15" |
| 2. | Jordi Meeus        | Bora-Hansgrohe         | + 4"       |
| 3. | Søren Wærenskjold  | Uno-X Pro Cycling Team | + 6"       |
| 4. | Fabio Jakobsen     | Soudal Quick-Step      | + 10"      |
| 5. | Pavel Bittner      | Team DSM               | + 10"      |
| 6. | Paul Penhoët       | Groupama-FDJ           | + 10"      |
| 7. | Natnael Tesfatsion | Trek-Segafredo         | + 10"      |
| 8. | Timo Kielich       | Alpecin-Deceuninck     | + 10"      |
| 9. | Edward Theuns      | Trek-Segafredo         | + 10"      |
| 10. | Tim van Dijke      | Jumbo-Visma            | + 10"      |

### 2. etape
| Sagres - Fóia | bjergetape | (186,3 km) |

| \| Etaperesultat \| Etaperesultat \| Etaperesultat \| Etaperesultat \| Etaperesultat \| \| Rytter \| Rytter \| Hold \| Tid \| \| \| ------------- \| ---------------- \| ------------------------ \| ------------- \| ------------- \| \| 1. \| Magnus Cort \| EF Education-EasyPost \| 5t 07' 05" \| \| \| 2. \| Ilan Van Wilder \| Soudal Quick-Step \| + 0" \| \| \| 3. \| Rui Costa \| Intermarché-Circus-Wanty \| + 0" \| \| \| 4. \| Valentin Madouas \| Groupama-FDJ \| + 0" \| \| \| 5. \| Jai Hindley \| Bora-Hansgrohe \| + 0" \| \| \| 6. \| Rune Herregodts \| Intermarché-Circus-Wanty \| + 2" \| \| \| 7. \| Nicola Conci \| Alpecin-Deceuninck \| + 2" \| \| \| 8. \| Tom Pidcock \| Ineos Grenadiers \| + 2" \| \| \| 9. \| Kevin Vermaerke \| Team DSM \| + 2" \| \| \| 10. \| Bauke Mollema \| Trek-Segafredo \| + 2" \| \| |                  |                          |            |
| |                  |                          |            |
| Kilde: ProCyclingStats |                  |                          |            |
| Etaperesultat |                  |                          |            |
| Rytter | Rytter           | Hold                     | Tid        |
| 1. | Magnus Cort      | EF Education-EasyPost    | 5t 07' 05" |
| 2. | Ilan Van Wilder  | Soudal Quick-Step        | + 0"       |
| 3. | Rui Costa        | Intermarché-Circus-Wanty | + 0"       |
| 4. | Valentin Madouas | Groupama-FDJ             | + 0"       |
| 5. | Jai Hindley      | Bora-Hansgrohe           | + 0"       |
| 6. | Rune Herregodts  | Intermarché-Circus-Wanty | + 2"       |
| 7. | Nicola Conci     | Alpecin-Deceuninck       | + 2"       |
| 8. | Tom Pidcock      | Ineos Grenadiers         | + 2"       |
| 9. | Kevin Vermaerke  | Team DSM                 | + 2"       |
| 10. | Bauke Mollema    | Trek-Segafredo           | + 2"       |

| \| Samlede stilling \| Samlede stilling \| Samlede stilling \| Samlede stilling \| Samlede stilling \| \| Rytter \| Rytter \| Hold \| Tid \| \| \| ---------------- \| ---------------- \| ------------------------ \| ---------------- \| ---------------- \| \| 1. \| Magnus Cort \| EF Education-EasyPost \| 9t 56' 20" \| \| \| 2. \| Ilan Van Wilder \| Soudal Quick-Step \| + 4" \| \| \| 3. \| Rui Costa \| Intermarché-Circus-Wanty \| + 6" \| \| \| 4. \| Jai Hindley \| Bora-Hansgrohe \| + 10" \| \| \| 5. \| Valentin Madouas \| Groupama-FDJ \| + 10" \| \| \| 6. \| Tobias Foss \| Jumbo-Visma \| + 12" \| \| \| 7. \| Bauke Mollema \| Trek-Segafredo \| + 12" \| \| \| 8. \| Nicola Conci \| Alpecin-Deceuninck \| + 12" \| \| \| 9. \| João Almeida \| UAE Team Emirates \| + 12" \| \| \| 10. \| Sergio Higuita \| Bora-Hansgrohe \| + 12" \| \| |                  |                          |            |
| |                  |                          |            |
| Kilde: ProCyclingStats |                  |                          |            |
| Samlede stilling |                  |                          |            |
| Rytter | Rytter           | Hold                     | Tid        |
| 1. | Magnus Cort      | EF Education-EasyPost    | 9t 56' 20" |
| 2. | Ilan Van Wilder  | Soudal Quick-Step        | + 4"       |
| 3. | Rui Costa        | Intermarché-Circus-Wanty | + 6"       |
| 4. | Jai Hindley      | Bora-Hansgrohe           | + 10"      |
| 5. | Valentin Madouas | Groupama-FDJ             | + 10"      |
| 6. | Tobias Foss      | Jumbo-Visma              | + 12"      |
| 7. | Bauke Mollema    | Trek-Segafredo           | + 12"      |
| 8. | Nicola Conci     | Alpecin-Deceuninck       | + 12"      |
| 9. | João Almeida     | UAE Team Emirates        | + 12"      |
| 10. | Sergio Higuita   | Bora-Hansgrohe           | + 12"      |

### 3. etape
| Faro - Tavira | flad etape | (203,1 km) |

| \| Etaperesultat \| Etaperesultat \| Etaperesultat \| Etaperesultat \| Etaperesultat \| \| Rytter \| Rytter \| Hold \| Tid \| \| \| ------------- \| ---------------- \| ------------------------ \| ------------- \| ------------- \| \| 1. \| Magnus Cort \| EF Education-EasyPost \| 5t 05' 14" \| \| \| 2. \| Filippo Ganna \| Ineos Grenadiers \| + 0" \| \| \| 3. \| Jordi Meeus \| Bora-Hansgrohe \| + 0" \| \| \| 4. \| Paul Penhoët \| Groupama-FDJ \| + 0" \| \| \| 5. \| Valentin Madouas \| Groupama-FDJ \| + 0" \| \| \| 6. \| Rui Oliveira \| UAE Team Emirates \| + 0" \| \| \| 7. \| Rui Costa \| Intermarché-Circus-Wanty \| + 0" \| \| \| 8. \| Tobias Foss \| Jumbo-Visma \| + 0" \| \| \| 9. \| Edward Theuns \| Trek-Segafredo \| + 0" \| \| \| 10. \| Lewis Askey \| Groupama-FDJ \| + 0" \| \| |                  |                          |            |
| |                  |                          |            |
| Kilde: ProCyclingStats |                  |                          |            |
| Etaperesultat |                  |                          |            |
| Rytter | Rytter           | Hold                     | Tid        |
| 1. | Magnus Cort      | EF Education-EasyPost    | 5t 05' 14" |
| 2. | Filippo Ganna    | Ineos Grenadiers         | + 0"       |
| 3. | Jordi Meeus      | Bora-Hansgrohe           | + 0"       |
| 4. | Paul Penhoët     | Groupama-FDJ             | + 0"       |
| 5. | Valentin Madouas | Groupama-FDJ             | + 0"       |
| 6. | Rui Oliveira     | UAE Team Emirates        | + 0"       |
| 7. | Rui Costa        | Intermarché-Circus-Wanty | + 0"       |
| 8. | Tobias Foss      | Jumbo-Visma              | + 0"       |
| 9. | Edward Theuns    | Trek-Segafredo           | + 0"       |
| 10. | Lewis Askey      | Groupama-FDJ             | + 0"       |

| \| Samlede stilling \| Samlede stilling \| Samlede stilling \| Samlede stilling \| Samlede stilling \| \| Rytter \| Rytter \| Hold \| Tid \| \| \| ---------------- \| ---------------- \| ------------------------ \| ---------------- \| ---------------- \| \| 1. \| Magnus Cort \| EF Education-EasyPost \| 15t 01' 18" \| \| \| 2. \| Rui Costa \| Intermarché-Circus-Wanty \| + 18" \| \| \| 3. \| Ilan Van Wilder \| Soudal Quick-Step \| + 20" \| \| \| 4. \| Valentin Madouas \| Groupama-FDJ \| + 26" \| \| \| 5. \| Jai Hindley \| Bora-Hansgrohe \| + 26" \| \| \| 6. \| Tom Pidcock \| Ineos Grenadiers \| + 26" \| \| \| 7. \| Filippo Ganna \| Ineos Grenadiers \| + 27" \| \| \| 8. \| Tobias Foss \| Jumbo-Visma \| + 28" \| \| \| 9. \| Bauke Mollema \| Trek-Segafredo \| + 28" \| \| \| 10. \| João Almeida \| UAE Team Emirates \| + 28" \| \| |                  |                          |             |
| |                  |                          |             |
| Kilde: ProCyclingStats |                  |                          |             |
| Samlede stilling |                  |                          |             |
| Rytter | Rytter           | Hold                     | Tid         |
| 1. | Magnus Cort      | EF Education-EasyPost    | 15t 01' 18" |
| 2. | Rui Costa        | Intermarché-Circus-Wanty | + 18"       |
| 3. | Ilan Van Wilder  | Soudal Quick-Step        | + 20"       |
| 4. | Valentin Madouas | Groupama-FDJ             | + 26"       |
| 5. | Jai Hindley      | Bora-Hansgrohe           | + 26"       |
| 6. | Tom Pidcock      | Ineos Grenadiers         | + 26"       |
| 7. | Filippo Ganna    | Ineos Grenadiers         | + 27"       |
| 8. | Tobias Foss      | Jumbo-Visma              | + 28"       |
| 9. | Bauke Mollema    | Trek-Segafredo           | + 28"       |
| 10. | João Almeida     | UAE Team Emirates        | + 28"       |

### 4. etape
| Albufeira - Alto do Malhão | kuperet etape | (177,9 km) |

| \| Etaperesultat \| Etaperesultat \| Etaperesultat \| Etaperesultat \| Etaperesultat \| \| Rytter \| Rytter \| Hold \| Tid \| \| \| ------------- \| --------------- \| ----------------- \| ------------- \| ------------- \| \| 1. \| Tom Pidcock \| Ineos Grenadiers \| 4t 28' 39" \| \| \| 2. \| João Almeida \| UAE Team Emirates \| + 1" \| \| \| 3. \| Ilan Van Wilder \| Soudal Quick-Step \| + 5" \| \| \| 4. \| Sergio Higuita \| Bora-Hansgrohe \| + 5" \| \| \| 5. \| Jai Hindley \| Bora-Hansgrohe \| + 11" \| \| \| 6. \| Daniel Martínez \| Ineos Grenadiers \| + 11" \| \| \| 7. \| Oscar Onley \| Team DSM \| + 14" \| \| \| 8. \| Bauke Mollema \| Trek-Segafredo \| + 20" \| \| \| 9. \| Tobias Foss \| Jumbo-Visma \| + 20" \| \| \| 10. \| Filippo Ganna \| Ineos Grenadiers \| + 20" \| \| |                 |                   |            |
| |                 |                   |            |
| Kilde: ProCyclingStats |                 |                   |            |
| Etaperesultat |                 |                   |            |
| Rytter | Rytter          | Hold              | Tid        |
| 1. | Tom Pidcock     | Ineos Grenadiers  | 4t 28' 39" |
| 2. | João Almeida    | UAE Team Emirates | + 1"       |
| 3. | Ilan Van Wilder | Soudal Quick-Step | + 5"       |
| 4. | Sergio Higuita  | Bora-Hansgrohe    | + 5"       |
| 5. | Jai Hindley     | Bora-Hansgrohe    | + 11"      |
| 6. | Daniel Martínez | Ineos Grenadiers  | + 11"      |
| 7. | Oscar Onley     | Team DSM          | + 14"      |
| 8. | Bauke Mollema   | Trek-Segafredo    | + 20"      |
| 9. | Tobias Foss     | Jumbo-Visma       | + 20"      |
| 10. | Filippo Ganna   | Ineos Grenadiers  | + 20"      |

| \| Samlede stilling \| Samlede stilling \| Samlede stilling \| Samlede stilling \| Samlede stilling \| \| Rytter \| Rytter \| Hold \| Tid \| \| \| ---------------- \| ---------------- \| ------------------------ \| ---------------- \| ---------------- \| \| 1. \| Tom Pidcock \| Ineos Grenadiers \| 19t 30' 13" \| \| \| 2. \| Ilan Van Wilder \| Soudal Quick-Step \| + 5" \| \| \| 3. \| João Almeida \| UAE Team Emirates \| + 7" \| \| \| 4. \| Sergio Higuita \| Bora-Hansgrohe \| + 17" \| \| \| 5. \| Jai Hindley \| Bora-Hansgrohe \| + 21" \| \| \| 6. \| Rui Costa \| Intermarché-Circus-Wanty \| + 22" \| \| \| 7. \| Daniel Martínez \| Ineos Grenadiers \| + 23" \| \| \| 8. \| Magnus Cort \| EF Education-EasyPost \| + 27" \| \| \| 9. \| Filippo Ganna \| Ineos Grenadiers \| + 31" \| \| \| 10. \| Tobias Foss \| Jumbo-Visma \| + 32" \| \| |                 |                          |             |
| |                 |                          |             |
| Kilde: ProCyclingStats |                 |                          |             |
| Samlede stilling |                 |                          |             |
| Rytter | Rytter          | Hold                     | Tid         |
| 1. | Tom Pidcock     | Ineos Grenadiers         | 19t 30' 13" |
| 2. | Ilan Van Wilder | Soudal Quick-Step        | + 5"        |
| 3. | João Almeida    | UAE Team Emirates        | + 7"        |
| 4. | Sergio Higuita  | Bora-Hansgrohe           | + 17"       |
| 5. | Jai Hindley     | Bora-Hansgrohe           | + 21"       |
| 6. | Rui Costa       | Intermarché-Circus-Wanty | + 22"       |
| 7. | Daniel Martínez | Ineos Grenadiers         | + 23"       |
| 8. | Magnus Cort     | EF Education-EasyPost    | + 27"       |
| 9. | Filippo Ganna   | Ineos Grenadiers         | + 31"       |
| 10. | Tobias Foss     | Jumbo-Visma              | + 32"       |

### 5. etape
| Lagoa - Lagoa | enkeltstart | (24,4 km) |

| \| Etaperesultat \| Etaperesultat \| Etaperesultat \| Etaperesultat \| Etaperesultat \| \| Rytter \| Rytter \| Hold \| Tid \| \| \| ------------- \| --------------- \| ------------------------ \| ------------- \| ------------- \| \| 1. \| Stefan Küng \| Groupama-FDJ \| 29' 34" \| \| \| 2. \| Rémi Cavagna \| Soudal Quick-Step \| + 4" \| \| \| 3. \| Filippo Ganna \| Ineos Grenadiers \| + 10" \| \| \| 4. \| Daniel Martínez \| Ineos Grenadiers \| + 16" \| \| \| 5. \| Tobias Foss \| Jumbo-Visma \| + 29" \| \| \| 6. \| Thymen Arensman \| Ineos Grenadiers \| + 32" \| \| \| 7. \| Ilan Van Wilder \| Soudal Quick-Step \| + 49" \| \| \| 8. \| Bauke Mollema \| Trek-Segafredo \| + 56" \| \| \| 9. \| Nils Politt \| Bora-Hansgrohe \| + 1' 03" \| \| \| 10. \| Rune Herregodts \| Intermarché-Circus-Wanty \| + 1' 03" \| \| |                 |                          |          |
| |                 |                          |          |
| Kilde: ProCyclingStats |                 |                          |          |
| Etaperesultat |                 |                          |          |
| Rytter | Rytter          | Hold                     | Tid      |
| 1. | Stefan Küng     | Groupama-FDJ             | 29' 34"  |
| 2. | Rémi Cavagna    | Soudal Quick-Step        | + 4"     |
| 3. | Filippo Ganna   | Ineos Grenadiers         | + 10"    |
| 4. | Daniel Martínez | Ineos Grenadiers         | + 16"    |
| 5. | Tobias Foss     | Jumbo-Visma              | + 29"    |
| 6. | Thymen Arensman | Ineos Grenadiers         | + 32"    |
| 7. | Ilan Van Wilder | Soudal Quick-Step        | + 49"    |
| 8. | Bauke Mollema   | Trek-Segafredo           | + 56"    |
| 9. | Nils Politt     | Bora-Hansgrohe           | + 1' 03" |
| 10. | Rune Herregodts | Intermarché-Circus-Wanty | + 1' 03" |

## Resultater
| \| Samlede stilling \| Samlede stilling \| Samlede stilling \| Samlede stilling \| Samlede stilling \| \| Rytter \| Rytter \| Hold \| Tid \| \| \| ---------------- \| ---------------- \| ------------------------ \| ---------------- \| ---------------- \| \| 1. \| Daniel Martínez \| Ineos Grenadiers \| 20t 00' 26" \| \| \| 2. \| Filippo Ganna \| Ineos Grenadiers \| + 2" \| \| \| 3. \| Ilan Van Wilder \| Soudal Quick-Step \| + 15" \| \| \| 4. \| Tobias Foss \| Jumbo-Visma \| + 22" \| \| \| 5. \| Stefan Küng \| Groupama-FDJ \| + 26" \| \| \| 6. \| João Almeida \| UAE Team Emirates \| + 40" \| \| \| 7. \| Tom Pidcock \| Ineos Grenadiers \| + 48" \| \| \| 8. \| Bauke Mollema \| Trek-Segafredo \| + 49" \| \| \| 9. \| Magnus Cort \| EF Education-EasyPost \| + 55" \| \| \| 10. \| Rui Costa \| Intermarché-Circus-Wanty \| + 1' 06" \| \| |                 |                          |             |
| |                 |                          |             |
| Kilde: ProCyclingStats |                 |                          |             |
| Samlede stilling |                 |                          |             |
| Rytter | Rytter          | Hold                     | Tid         |
| 1. | Daniel Martínez | Ineos Grenadiers         | 20t 00' 26" |
| 2. | Filippo Ganna   | Ineos Grenadiers         | + 2"        |
| 3. | Ilan Van Wilder | Soudal Quick-Step        | + 15"       |
| 4. | Tobias Foss     | Jumbo-Visma              | + 22"       |
| 5. | Stefan Küng     | Groupama-FDJ             | + 26"       |
| 6. | João Almeida    | UAE Team Emirates        | + 40"       |
| 7. | Tom Pidcock     | Ineos Grenadiers         | + 48"       |
| 8. | Bauke Mollema   | Trek-Segafredo           | + 49"       |
| 9. | Magnus Cort     | EF Education-EasyPost    | + 55"       |
| 10. | Rui Costa       | Intermarché-Circus-Wanty | + 1' 06"    |

| Samlede stilling | Samlede stilling | Samlede stilling         | Samlede stilling | Samlede stilling |
| Rytter           | Rytter           | Hold                     | Tid              |                  |
| ---------------- | ---------------- | ------------------------ | ---------------- | ---------------- |
| 1.               | Daniel Martínez  | Ineos Grenadiers         | 20t 00' 26"      |                  |
| 2.               | Filippo Ganna    | Ineos Grenadiers         | + 2"             |                  |
| 3.               | Ilan Van Wilder  | Soudal Quick-Step        | + 15"            |                  |
| 4.               | Tobias Foss      | Jumbo-Visma              | + 22"            |                  |
| 5.               | Stefan Küng      | Groupama-FDJ             | + 26"            |                  |
| 6.               | João Almeida     | UAE Team Emirates        | + 40"            |                  |
| 7.               | Tom Pidcock      | Ineos Grenadiers         | + 48"            |                  |
| 8.               | Bauke Mollema    | Trek-Segafredo           | + 49"            |                  |
| 9.               | Magnus Cort      | EF Education-EasyPost    | + 55"            |                  |
| 10.              | Rui Costa        | Intermarché-Circus-Wanty | + 1' 06"         |                  |

| Pointkonkurrence | Pointkonkurrence   | Pointkonkurrence         | Pointkonkurrence | Pointkonkurrence |
| Rytter           | Rytter             | Hold                     | Point            |                  |
| ---------------- | ------------------ | ------------------------ | ---------------- | ---------------- |
| 1.               | Magnus Cort        | EF Education-EasyPost    | 46 point         |                  |
| 2.               | Jordi Meeus        | Bora-Hansgrohe           | 36 point         |                  |
| 3.               | Alexander Kristoff | Uno-X Pro Cycling Team   | 25 point         |                  |
| 4.               | Ilan Van Wilder    | Soudal Quick-Step        | 22 point         |                  |
| 5.               | Filippo Ganna      | Ineos Grenadiers         | 21 point         |                  |
| 6.               | Paul Penhoët       | Groupama-FDJ             | 21 point         |                  |
| 7.               | Rui Costa          | Intermarché-Circus-Wanty | 20 point         |                  |
| 8.               | Tom Pidcock        | Ineos Grenadiers         | 14 point         |                  |
| 9.               | Fabio Jakobsen     | Soudal Quick-Step        | 13 point         |                  |
| 10.              | João Almeida       | UAE Team Emirates        | 12 point         |                  |

| Pointkonkurrence | Pointkonkurrence   | Pointkonkurrence         | Pointkonkurrence | Pointkonkurrence |
| Rytter           | Rytter             | Hold                     | Point            |                  |
| ---------------- | ------------------ | ------------------------ | ---------------- | ---------------- |
| 1.               | Magnus Cort        | EF Education-EasyPost    | 46 point         |                  |
| 2.               | Jordi Meeus        | Bora-Hansgrohe           | 36 point         |                  |
| 3.               | Alexander Kristoff | Uno-X Pro Cycling Team   | 25 point         |                  |
| 4.               | Ilan Van Wilder    | Soudal Quick-Step        | 22 point         |                  |
| 5.               | Filippo Ganna      | Ineos Grenadiers         | 21 point         |                  |
| 6.               | Paul Penhoët       | Groupama-FDJ             | 21 point         |                  |
| 7.               | Rui Costa          | Intermarché-Circus-Wanty | 20 point         |                  |
| 8.               | Tom Pidcock        | Ineos Grenadiers         | 14 point         |                  |
| 9.               | Fabio Jakobsen     | Soudal Quick-Step        | 13 point         |                  |
| 10.              | João Almeida       | UAE Team Emirates        | 12 point         |                  |

| Bjergkonkurrence | Bjergkonkurrence | Bjergkonkurrence                      | Bjergkonkurrence | Bjergkonkurrence |
| Rytter           | Rytter           | Hold                                  | Point            |                  |
| ---------------- | ---------------- | ------------------------------------- | ---------------- | ---------------- |
| 1.               | Kasper Asgreen   | Soudal Quick-Step                     | 18 point         |                  |
| 2.               | Ilan Van Wilder  | Soudal Quick-Step                     | 13 point         |                  |
| 3.               | António Ferreira | Kelly-Simoldes-UDO                    | 12 point         |                  |
| 4.               | Rafael Lourenço  | AP Hotels & Resorts-Tavira-SC Farense | 11 point         |                  |
| 5.               | Magnus Cort      | EF Education-EasyPost                 | 10 point         |                  |
| 6.               | Tom Pidcock      | Ineos Grenadiers                      | 6 point          |                  |
| 7.               | Kobe Goossens    | Intermarché-Circus-Wanty              | 6 point          |                  |
| 8.               | Rui Costa        | Intermarché-Circus-Wanty              | 6 point          |                  |
| 9.               | Mathias Vacek    | Trek-Segafredo                        | 6 point          |                  |
| 10.              | João Almeida     | UAE Team Emirates                     | 4 point          |                  |

| Bjergkonkurrence | Bjergkonkurrence | Bjergkonkurrence                      | Bjergkonkurrence | Bjergkonkurrence |
| Rytter           | Rytter           | Hold                                  | Point            |                  |
| ---------------- | ---------------- | ------------------------------------- | ---------------- | ---------------- |
| 1.               | Kasper Asgreen   | Soudal Quick-Step                     | 18 point         |                  |
| 2.               | Ilan Van Wilder  | Soudal Quick-Step                     | 13 point         |                  |
| 3.               | António Ferreira | Kelly-Simoldes-UDO                    | 12 point         |                  |
| 4.               | Rafael Lourenço  | AP Hotels & Resorts-Tavira-SC Farense | 11 point         |                  |
| 5.               | Magnus Cort      | EF Education-EasyPost                 | 10 point         |                  |
| 6.               | Tom Pidcock      | Ineos Grenadiers                      | 6 point          |                  |
| 7.               | Kobe Goossens    | Intermarché-Circus-Wanty              | 6 point          |                  |
| 8.               | Rui Costa        | Intermarché-Circus-Wanty              | 6 point          |                  |
| 9.               | Mathias Vacek    | Trek-Segafredo                        | 6 point          |                  |
| 10.              | João Almeida     | UAE Team Emirates                     | 4 point          |                  |

| Ungdomskonkurrence | Ungdomskonkurrence        | Ungdomskonkurrence       | Ungdomskonkurrence | Ungdomskonkurrence |
| Rytter             | Rytter                    | Hold                     | Tid                |                    |
| ------------------ | ------------------------- | ------------------------ | ------------------ | ------------------ |
| 1.                 | Oscar Onley               | Team DSM                 | 20t 01' 50"        |                    |
| 2.                 | Frederik Wandahl          | Bora-Hansgrohe           | + 1' 17"           |                    |
| 3.                 | Finn Fisher-Black         | UAE Team Emirates        | + 1' 44"           |                    |
| 4.                 | Mathias Vacek             | Trek-Segafredo           | + 23' 50"          |                    |
| 5.                 | Paul Penhoët              | Groupama-FDJ             | + 28' 54"          |                    |
| 6.                 | Lewis Askey               | Groupama-FDJ             | + 32' 06"          |                    |
| 7.                 | Pavel Bittner             | Team DSM                 | + 35' 00"          |                    |
| 8.                 | Madis Mihkels             | Intermarché-Circus-Wanty | + 36' 29"          |                    |
| 9.                 | Roel van Sintmaartensdijk | Circus-Re Uz-Technord    | + 40' 53"          |                    |
| 10.                | Pedro Silva               | Glassdrive-Q8-Anicolor   | + 45' 22"          |                    |

| Ungdomskonkurrence | Ungdomskonkurrence        | Ungdomskonkurrence       | Ungdomskonkurrence | Ungdomskonkurrence |
| Rytter             | Rytter                    | Hold                     | Tid                |                    |
| ------------------ | ------------------------- | ------------------------ | ------------------ | ------------------ |
| 1.                 | Oscar Onley               | Team DSM                 | 20t 01' 50"        |                    |
| 2.                 | Frederik Wandahl          | Bora-Hansgrohe           | + 1' 17"           |                    |
| 3.                 | Finn Fisher-Black         | UAE Team Emirates        | + 1' 44"           |                    |
| 4.                 | Mathias Vacek             | Trek-Segafredo           | + 23' 50"          |                    |
| 5.                 | Paul Penhoët              | Groupama-FDJ             | + 28' 54"          |                    |
| 6.                 | Lewis Askey               | Groupama-FDJ             | + 32' 06"          |                    |
| 7.                 | Pavel Bittner             | Team DSM                 | + 35' 00"          |                    |
| 8.                 | Madis Mihkels             | Intermarché-Circus-Wanty | + 36' 29"          |                    |
| 9.                 | Roel van Sintmaartensdijk | Circus-Re Uz-Technord    | + 40' 53"          |                    |
| 10.                | Pedro Silva               | Glassdrive-Q8-Anicolor   | + 45' 22"          |                    |

### Holdkonkurrencen
| Holdkonkurrence | Holdkonkurrence          | Holdkonkurrence | Holdkonkurrence |
| Hold            | Hold                     | Tid             |                 |
| --------------- | ------------------------ | --------------- | --------------- |
| 1.              | Ineos Grenadiers         | 60t 01' 34"     |                 |
| 2.              | Bora-Hansgrohe           | + 4' 31"        |                 |
| 3.              | Intermarché-Circus-Wanty | + 8' 54"        |                 |
| 4.              | EF Education-EasyPost    | + 9' 24"        |                 |
| 5.              | Trek-Segafredo           | + 12' 49"       |                 |
| 6.              | Arkéa-Samsic             | + 12' 50"       |                 |
| 7.              | Soudal Quick-Step        | + 17' 01"       |                 |
| 8.              | Alpecin-Deceuninck       | + 18' 29"       |                 |
| 9.              | Groupama-FDJ             | + 21' 40"       |                 |
| 10.             | UAE Team Emirates        | + 25' 06"       |                 |

## Hold og ryttere
| UCI WorldTeams (12)- Alpecin-Deceuninck - Arkéa-Samsic - Bora-Hansgrohe - EF Education-EasyPost - Groupama-FDJ - Ineos Grenadiers - Intermarché-Circus-Wanty - Jumbo-Visma - Soudal Quick-Step - Team DSM - Trek-Segafredo - UAE Team Emirates UCI ProTeams (4)- Caja Rural-Seguros RGA - Human Powered Health - Tudor Pro Cycling Team - Uno-X Pro Cycling Team UCI Kontinentalhold (9)- ABTF Betão-Feirense - AP Hotels & Resorts-Tavira-SC Farense - Aviludo-Louletano-Loulé Concelho - Credibom-La Alumínios-Marcos Car - Efapel Cycling - Glassdrive-Q8-Anicolor - Kelly-Simoldes-UDO - Rádio Popular-Paredes-Boavista - Tavfer-Ovos Matinados-Mortágua |
| |

### Danske ryttere
| Danske ryttere på startlisten |                  |                        |           |
| Rygnummer                     | Rytter           | Hold                   | Placering |
| 17                            | Frederik Wandahl | Bora-Hansgrohe         | 18        |
| 22                            | Magnus Cort      | EF Education-EasyPost  | 9         |
| 71                            | Kasper Asgreen   | Soudal Quick-Step      | 73        |
| 75                            | Michael Mørkøv   | Soudal Quick-Step      | 97        |
| 76                            | Casper Pedersen  | Soudal Quick-Step      | 57        |
| 143                           | Alexander Kamp   | Tudor Pro Cycling      | 93        |
| 156                           | Anthon Charmig   | Uno-X Pro Cycling Team | 15        |

* DNF = gennemførte ikke

### Startliste
| Alpecin-Deceuninck ADC | Alpecin-Deceuninck ADC  | Alpecin-Deceuninck ADC |
| ---------------------- | ----------------------- | ---------------------- |
| Nr.                    | Rytter                  | Placering              |
| 1                      | Quinten Hermans (BEL)   | 42.                    |
| 2                      | Jimmy Janssens (BEL)    | 82.                    |
| 3                      | Kristian Sbaragli (ITA) | 49.                    |
| 4                      | Tobias Bayer (AUT)      | 112.                   |
| 5                      | Nicola Conci (ITA)      | 21.                    |
| 6                      | Xandro Meurisse (BEL)   | 35.                    |
| 7                      | Timo Kielich (BEL)      | 102.                   |

| Bora-Hansgrohe BOH | Bora-Hansgrohe BOH           | Bora-Hansgrohe BOH |
| ------------------ | ---------------------------- | ------------------ |
| Nr.                | Rytter                       | Placering          |
| 11                 | Marco Haller (AUT)           | 60.                |
| 12                 | Sergio Higuita (COL)         | 11.                |
| 13                 | Jai Hindley (AUS)            | 13.                |
| 14                 | Jonas Koch (GER)             | 40.                |
| 15                 | Jordi Meeus (BEL)            | 117.               |
| 16                 | Nils Politt (GER) (landevej) | 56.                |
| 17                 | Frederik Wandahl (DEN)       | 18.                |

| EF Education-EasyPost EFE | EF Education-EasyPost EFE            | EF Education-EasyPost EFE |
| ------------------------- | ------------------------------------ | ------------------------- |
| Nr.                       | Rytter                               | Placering                 |
| 21                        | Stefan Bissegger (SUI) (enkeltstart) | 87.                       |
| 22                        | Magnus Cort (DEN)                    | 9.                        |
| 23                        | Owain Doull (GBR)                    | 58.                       |
| 24                        | Odd Christian Eiking (NOR)           | 26.                       |
| 25                        | Merhawi Kudus (ERI) (landevej)       | 22.                       |
| 26                        | Mark Padun (UKR)                     | 92.                       |
| 27                        | Julius van den Berg (NED)            | DNS-5                     |

| Groupama-FDJ GFC | Groupama-FDJ GFC       | Groupama-FDJ GFC |
| ---------------- | ---------------------- | ---------------- |
| Nr.              | Rytter                 | Placering        |
| 31               | Lewis Askey (GBR)      | 79.              |
| 32               | Paul Penhoët (FRA)     | 70.              |
| 33               | Stefan Küng (SUI)      | 5.               |
| 34               | Olivier Le Gac (FRA)   | 55.              |
| 35               | Valentin Madouas (FRA) | DNS-5            |
| 36               | Miles Scotson (AUS)    | 71.              |
| 37               | Jake Stewart (GBR)     | 69.              |

| Ineos Grenadiers IGD | Ineos Grenadiers IGD              | Ineos Grenadiers IGD |
| -------------------- | --------------------------------- | -------------------- |
| Nr.                  | Rytter                            | Placering            |
| 41                   | Thymen Arensman (NED)             | 24.                  |
| 42                   | Jonathan Castroviejo (ESP)        | 25.                  |
| 43                   | Laurens De Plus (BEL)             | 31.                  |
| 44                   | Filippo Ganna (ITA) (enkeltstart) | 2.                   |
| 45                   | Michał Kwiatkowski (POL)          | 46.                  |
| 46                   | Daniel Martínez (COL)             | 1.                   |
| 47                   | Tom Pidcock (GBR)                 | 7.                   |

| Intermarché-Circus-Wanty ICW | Intermarché-Circus-Wanty ICW    | Intermarché-Circus-Wanty ICW |
| ---------------------------- | ------------------------------- | ---------------------------- |
| Nr.                          | Rytter                          | Placering                    |
| 51                           | Rui Costa (POR)                 | 10.                          |
| 52                           | Dries De Pooter (BEL)           | DNS-5                        |
| 53                           | Kobe Goossens (BEL)             | 17.                          |
| 54                           | Rune Herregodts (BEL)           | 27.                          |
| 55                           | Madis Mihkels (EST)             | 86.                          |
| 56                           | Roel van Sintmaartensdijk (NED) | 95.                          |
| 57                           | Mike Teunissen (NED)            | 51.                          |

| Jumbo-Visma TJV | Jumbo-Visma TJV                 | Jumbo-Visma TJV |
| --------------- | ------------------------------- | --------------- |
| Nr.             | Rytter                          | Placering       |
| 62              | Tim van Dijke (NED)             | 54.             |
| 63              | Tobias Foss (NOR) (enkeltstart) | 4.              |
| 64              | Owen Geleijn (NED)              | DNS-4           |
| 65              | Gijs Leemreize (NED)            | DNF-1           |
| 66              | Sam Oomen (NED)                 | DNF-4           |
| 67              | Milan Vader (NED)               | 33.             |

| Soudal Quick-Step SOQ | Soudal Quick-Step SOQ           | Soudal Quick-Step SOQ |
| --------------------- | ------------------------------- | --------------------- |
| Nr.                   | Rytter                          | Placering             |
| 71                    | Kasper Asgreen (DEN)            | 73.                   |
| 72                    | Rémi Cavagna (FRA)              | 14.                   |
| 73                    | Tim Declercq (BEL)              | 89.                   |
| 74                    | Fabio Jakobsen (NED) (landevej) | 115.                  |
| 75                    | Michael Mørkøv (DEN)            | 97.                   |
| 76                    | Casper Pedersen (DEN)           | 57.                   |
| 77                    | Ilan Van Wilder (BEL)           | 3.                    |

| Arkéa-Samsic ARK | Arkéa-Samsic ARK         | Arkéa-Samsic ARK |
| ---------------- | ------------------------ | ---------------- |
| Nr.              | Rytter                   | Placering        |
| 81               | Warren Barguil (FRA)     | 23.              |
| 82               | Élie Gesbert (FRA)       | 30.              |
| 83               | Thibault Guernalec (FRA) | 72.              |
| 84               | Simon Guglielmi (FRA)    | 29.              |
| 85               | Hugo Hofstetter (FRA)    | 66.              |
| 86               | Łukasz Owsian (POL)      | DNF-5            |
| 87               | Matis Louvel (FRA)       | 43.              |

| Team DSM DSM | Team DSM DSM                  | Team DSM DSM |
| ------------ | ----------------------------- | ------------ |
| Nr.          | Rytter                        | Placering    |
| 91           | Pavel Bittner (CZE)           | 84.          |
| 92           | John Degenkolb (GER)          | 75.          |
| 93           | Nils Eekhoff (NED)            | 103.         |
| 94           | Jonas Iversby Hvideberg (NOR) | DNF-2        |
| 95           | Oscar Onley (GBR)             | 12.          |
| 96           | Casper van Uden (NED)         | 114.         |
| 97           | Kevin Vermaerke (USA)         | 16.          |

| Trek-Segafredo TFS | Trek-Segafredo TFS                | Trek-Segafredo TFS |
| ------------------ | --------------------------------- | ------------------ |
| Nr.                | Rytter                            | Placering          |
| 101                | Filippo Baroncini (ITA)           | 62.                |
| 102                | Tony Gallopin (FRA)               | 36.                |
| 103                | Bauke Mollema (NED) (enkeltstart) | 8.                 |
| 104                | Jacopo Mosca (ITA)                | 76.                |
| 105                | Natnael Tesfatsion (ERI)          | 28.                |
| 106                | Edward Theuns (BEL)               | 106.               |
| 107                | Mathias Vacek (CZE)               | 61.                |

| UAE Team Emirates UAD | UAE Team Emirates UAD         | UAE Team Emirates UAD |
| --------------------- | ----------------------------- | --------------------- |
| Nr.                   | Rytter                        | Placering             |
| 111                   | João Almeida (POR) (landevej) | 6.                    |
| 112                   | Finn Fisher-Black (NZL)       | 20.                   |
| 113                   | Marc Hirschi (SUI)            | DNS-2                 |
| 114                   | Ivo Oliveira (POR)            | 52.                   |
| 115                   | Rui Oliveira (POR)            | 65.                   |
| 116                   | Matteo Trentin (ITA)          | 81.                   |

| Caja Rural-Seguros RGA CJR | Caja Rural-Seguros RGA CJR | Caja Rural-Seguros RGA CJR |
| -------------------------- | -------------------------- | -------------------------- |
| Nr.                        | Rytter                     | Placering                  |
| 121                        | Sergio Martín (ESP)        | 48.                        |
| 122                        | Eduard Prades (ESP)        | 45.                        |
| 123                        | Michal Schlegel (CZE)      | 83.                        |
| 124                        | Daniel Babor (CZE)         | 122.                       |
| 125                        | Jon Barrenetxea (ESP)      | 38.                        |
| 126                        | Iúri Leitão (POR)          | 123.                       |
| 127                        | Yesid Pira (COL)           | DNS-2                      |

| Human Powered Health HPM | Human Powered Health HPM       | Human Powered Health HPM |
| ------------------------ | ------------------------------ | ------------------------ |
| Nr.                      | Rytter                         | Placering                |
| 131                      | Charles-Étienne Chrétien (CAN) | 85.                      |
| 132                      | Kristian Aasvold (NOR)         | 53.                      |
| 133                      | Chad Haga (USA)                | 104.                     |
| 134                      | Gage Hecht (USA)               | 107.                     |
| 135                      | Matthew Gibson (GBR)           | 121.                     |
| 136                      | Gijs Van Hoecke (BEL)          | DNS-5                    |
| 137                      | Sasha Weemaes (BEL)            | DNS-5                    |

| Tudor Pro Cycling Team TUD | Tudor Pro Cycling Team TUD      | Tudor Pro Cycling Team TUD |
| -------------------------- | ------------------------------- | -------------------------- |
| Nr.                        | Rytter                          | Placering                  |
| 141                        | Tom Bohli (SUI)                 | 108.                       |
| 142                        | Aloïs Charrin (FRA)             | 77.                        |
| 143                        | Alexander Kamp (DEN) (landevej) | 93.                        |
| 144                        | Petr Kelemen (CZE)              | DNF-5                      |
| 145                        | Simon Pellaud (SUI)             | 44.                        |
| 146                        | Sébastien Reichenbach (SUI)     | 19.                        |
| 147                        | Joel Suter (SUI) (enkeltstart)  | DNS-2                      |

| Uno-X Pro Cycling Team UXT | Uno-X Pro Cycling Team UXT       | Uno-X Pro Cycling Team UXT |
| -------------------------- | -------------------------------- | -------------------------- |
| Nr.                        | Rytter                           | Placering                  |
| 151                        | Alexander Kristoff (NOR)         | 91.                        |
| 152                        | Rasmus Tiller (NOR) (landevej)   | 74.                        |
| 153                        | Søren Wærenskjold (NOR)          | DNF-5                      |
| 154                        | Anders Skaarseth (NOR)           | 50.                        |
| 155                        | Tobias Halland Johannessen (NOR) | DNS-3                      |
| 156                        | Anthon Charmig (DEN)             | 15.                        |
| 157                        | Erik Nordsæter Resell (NOR)      | 68.                        |

| ABTF Betão-Feirense CDF | ABTF Betão-Feirense CDF | ABTF Betão-Feirense CDF |
| ----------------------- | ----------------------- | ----------------------- |
| Nr.                     | Rytter                  | Placering               |
| 161                     | Barry Miller (USA)      | DNS-2                   |
| 162                     | Ivo Pinheiro (POR)      | 90.                     |
| 163                     | Santiago Mesa (COL)     | 127.                    |
| 164                     | Afonso Eulálio (POR)    | 105.                    |
| 165                     | Fábio Oliveira (POR)    | 116.                    |
| 166                     | Francisco Moreira (POR) | 130.                    |
| 167                     | Pedro Andrade (POR)     | 131.                    |

| AP Hotels & Resorts-Tavira-SC Farense ATF | AP Hotels & Resorts-Tavira-SC Farense ATF | AP Hotels & Resorts-Tavira-SC Farense ATF |
| ----------------------------------------- | ----------------------------------------- | ----------------------------------------- |
| Nr.                                       | Rytter                                    | Placering                                 |
| 171                                       | Rúben Simão (POR)                         | 96.                                       |
| 172                                       | Diogo Barbosa (POR)                       | 124.                                      |
| 173                                       | Samuel Blanco (ESP)                       | 113.                                      |
| 174                                       | Rafael Lourenço (POR)                     | 94.                                       |
| 175                                       | Valter Pereira (POR)                      | HD-5                                      |
| 176                                       | Venceslau Fernandes (POR)                 | 118.                                      |
| 177                                       | Carlos Salgueiro (POR)                    | DNF-4                                     |

| Aviludo-Louletano-Loulé Concelho AVL | Aviludo-Louletano-Loulé Concelho AVL | Aviludo-Louletano-Loulé Concelho AVL |
| ------------------------------------ | ------------------------------------ | ------------------------------------ |
| Nr.                                  | Rytter                               | Placering                            |
| 181                                  | Nuno Meireles (POR)                  | HD-5                                 |
| 182                                  | Daniel Viegas (POR)                  | HD-5                                 |
| 183                                  | Jesús del Pino (ESP)                 | 109.                                 |
| 184                                  | Tomás Contte (ARG)                   | 119.                                 |
| 185                                  | Carlos Oyarzún (CHI)                 | 64.                                  |
| 186                                  | César Martingil (POR)                | 133.                                 |
| 187                                  | Nahuel D'Aquila (ARG)                | DNF-1                                |

| Credibom-LA Alumínios-Marcos Car LAA | Credibom-LA Alumínios-Marcos Car LAA | Credibom-LA Alumínios-Marcos Car LAA |
| ------------------------------------ | ------------------------------------ | ------------------------------------ |
| Nr.                                  | Rytter                               | Placering                            |
| 191                                  | André Ramalho (POR)                  | DNS-2                                |
| 192                                  | Gonçalo Leaça (POR)                  | 125.                                 |
| 193                                  | Rodrigo Caixas (POR)                 | 100.                                 |
| 194                                  | João Macedo (POR)                    | HD-5                                 |
| 195                                  | Diogo Narciso (POR)                  | 126.                                 |
| 196                                  | Daniel Dias (POR)                    | DNS-3                                |
| 197                                  | João Medeiros (POR)                  | 99.                                  |

| Efapel Cycling EFL | Efapel Cycling EFL      | Efapel Cycling EFL |
| ------------------ | ----------------------- | ------------------ |
| Nr.                | Rytter                  | Placering          |
| 201                | Joaquim Silva (POR)     | 32.                |
| 202                | Tiago Antunes (POR)     | 47.                |
| 203                | Henrique Casimiro (POR) | 41.                |
| 204                | Emanuel Duarte (POR)    | 67.                |
| 205                | Gaspar Gonçalves (POR)  | DNF-4              |
| 206                | Aleksandr Grigorjev     | DNS-5              |
| 207                | Rafael Silva (POR)      | 80.                |

| Glassdrive-Q8-Anicolor GCT | Glassdrive-Q8-Anicolor GCT   | Glassdrive-Q8-Anicolor GCT |
| -------------------------- | ---------------------------- | -------------------------- |
| Nr.                        | Rytter                       | Placering                  |
| 211                        | Frederico Figueiredo (POR)   | DNS-2                      |
| 212                        | Sergio García González (ESP) | 59.                        |
| 213                        | Pedro Silva (POR)            | 101.                       |
| 214                        | Fabio Costa (POR)            | 134.                       |
| 215                        | Luís Mendonça (POR)          | DNF-2                      |
| 216                        | Artjom Nytj                  | 37.                        |
| 217                        | Mauricio Moreira (URU)       | DNF-3                      |

| Kelly-Simoldes-UDO KSU | Kelly-Simoldes-UDO KSU  | Kelly-Simoldes-UDO KSU |
| ---------------------- | ----------------------- | ---------------------- |
| Nr.                    | Rytter                  | Placering              |
| 221                    | Luís Gomes (POR)        | 39.                    |
| 222                    | Afonso Silva (POR)      | 78.                    |
| 223                    | Adrián Bustamante (COL) | 34.                    |
| 224                    | António Ferreira (POR)  | 135.                   |
| 225                    | Hélder Gonçalves (POR)  | 98.                    |
| 226                    | José Sousa (POR)        | 110.                   |
| 227                    | Noah Campos (POR)       | 132.                   |

| Rádio Popular-Paredes-Boavista RPB | Rádio Popular-Paredes-Boavista RPB | Rádio Popular-Paredes-Boavista RPB |
| ---------------------------------- | ---------------------------------- | ---------------------------------- |
| Nr.                                | Rytter                             | Placering                          |
| 231                                | César Fonte (POR)                  | 63.                                |
| 232                                | Luís Felipe Fernandes (POR)        | 111.                               |
| 233                                | Hugo Nunes (POR)                   | 88.                                |
| 234                                | Guillermo García Janeiro (ESP)     | HD-5                               |
| 235                                | Vicente Hernaiz (ESP)              | HD-5                               |
| 236                                | Tiago Leal (POR)                   | DNS-3                              |
| 237                                | Pedro Miguel Lopes (POR)           | DNF-4                              |

| Tavfer-Ovos Matinados-Mortágua TAV | Tavfer-Ovos Matinados-Mortágua TAV | Tavfer-Ovos Matinados-Mortágua TAV |
| ---------------------------------- | ---------------------------------- | ---------------------------------- |
| Nr.                                | Rytter                             | Placering                          |
| 241                                | Gonçalo Carvalho (POR)             | HD-5                               |
| 242                                | António Barbio (POR)               | DNF-4                              |
| 243                                | Gonçalo Amado (POR)                | 128.                               |
| 244                                | João Matias (POR)                  | DNS-4                              |
| 245                                | Leangel Linarez (VEN)              | 120.                               |
| 246                                | Francisco Morais (POR)             | 129.                               |
| 247                                | Nicolás Sáenz (COL)                | HD-5                               |

| Alpecin-Deceuninck ADC | Alpecin-Deceuninck ADC  | Alpecin-Deceuninck ADC |
| ---------------------- | ----------------------- | ---------------------- |
| Nr.                    | Rytter                  | Placering              |
| 1                      | Quinten Hermans (BEL)   | 42.                    |
| 2                      | Jimmy Janssens (BEL)    | 82.                    |
| 3                      | Kristian Sbaragli (ITA) | 49.                    |
| 4                      | Tobias Bayer (AUT)      | 112.                   |
| 5                      | Nicola Conci (ITA)      | 21.                    |
| 6                      | Xandro Meurisse (BEL)   | 35.                    |
| 7                      | Timo Kielich (BEL)      | 102.                   |

| Bora-Hansgrohe BOH | Bora-Hansgrohe BOH           | Bora-Hansgrohe BOH |
| ------------------ | ---------------------------- | ------------------ |
| Nr.                | Rytter                       | Placering          |
| 11                 | Marco Haller (AUT)           | 60.                |
| 12                 | Sergio Higuita (COL)         | 11.                |
| 13                 | Jai Hindley (AUS)            | 13.                |
| 14                 | Jonas Koch (GER)             | 40.                |
| 15                 | Jordi Meeus (BEL)            | 117.               |
| 16                 | Nils Politt (GER) (landevej) | 56.                |
| 17                 | Frederik Wandahl (DEN)       | 18.                |

| EF Education-EasyPost EFE | EF Education-EasyPost EFE            | EF Education-EasyPost EFE |
| ------------------------- | ------------------------------------ | ------------------------- |
| Nr.                       | Rytter                               | Placering                 |
| 21                        | Stefan Bissegger (SUI) (enkeltstart) | 87.                       |
| 22                        | Magnus Cort (DEN)                    | 9.                        |
| 23                        | Owain Doull (GBR)                    | 58.                       |
| 24                        | Odd Christian Eiking (NOR)           | 26.                       |
| 25                        | Merhawi Kudus (ERI) (landevej)       | 22.                       |
| 26                        | Mark Padun (UKR)                     | 92.                       |
| 27                        | Julius van den Berg (NED)            | DNS-5                     |

| Groupama-FDJ GFC | Groupama-FDJ GFC       | Groupama-FDJ GFC |
| ---------------- | ---------------------- | ---------------- |
| Nr.              | Rytter                 | Placering        |
| 31               | Lewis Askey (GBR)      | 79.              |
| 32               | Paul Penhoët (FRA)     | 70.              |
| 33               | Stefan Küng (SUI)      | 5.               |
| 34               | Olivier Le Gac (FRA)   | 55.              |
| 35               | Valentin Madouas (FRA) | DNS-5            |
| 36               | Miles Scotson (AUS)    | 71.              |
| 37               | Jake Stewart (GBR)     | 69.              |

| Ineos Grenadiers IGD | Ineos Grenadiers IGD              | Ineos Grenadiers IGD |
| -------------------- | --------------------------------- | -------------------- |
| Nr.                  | Rytter                            | Placering            |
| 41                   | Thymen Arensman (NED)             | 24.                  |
| 42                   | Jonathan Castroviejo (ESP)        | 25.                  |
| 43                   | Laurens De Plus (BEL)             | 31.                  |
| 44                   | Filippo Ganna (ITA) (enkeltstart) | 2.                   |
| 45                   | Michał Kwiatkowski (POL)          | 46.                  |
| 46                   | Daniel Martínez (COL)             | 1.                   |
| 47                   | Tom Pidcock (GBR)                 | 7.                   |

| Intermarché-Circus-Wanty ICW | Intermarché-Circus-Wanty ICW    | Intermarché-Circus-Wanty ICW |
| ---------------------------- | ------------------------------- | ---------------------------- |
| Nr.                          | Rytter                          | Placering                    |
| 51                           | Rui Costa (POR)                 | 10.                          |
| 52                           | Dries De Pooter (BEL)           | DNS-5                        |
| 53                           | Kobe Goossens (BEL)             | 17.                          |
| 54                           | Rune Herregodts (BEL)           | 27.                          |
| 55                           | Madis Mihkels (EST)             | 86.                          |
| 56                           | Roel van Sintmaartensdijk (NED) | 95.                          |
| 57                           | Mike Teunissen (NED)            | 51.                          |

| Jumbo-Visma TJV | Jumbo-Visma TJV                 | Jumbo-Visma TJV |
| --------------- | ------------------------------- | --------------- |
| Nr.             | Rytter                          | Placering       |
| 62              | Tim van Dijke (NED)             | 54.             |
| 63              | Tobias Foss (NOR) (enkeltstart) | 4.              |
| 64              | Owen Geleijn (NED)              | DNS-4           |
| 65              | Gijs Leemreize (NED)            | DNF-1           |
| 66              | Sam Oomen (NED)                 | DNF-4           |
| 67              | Milan Vader (NED)               | 33.             |

| Soudal Quick-Step SOQ | Soudal Quick-Step SOQ           | Soudal Quick-Step SOQ |
| --------------------- | ------------------------------- | --------------------- |
| Nr.                   | Rytter                          | Placering             |
| 71                    | Kasper Asgreen (DEN)            | 73.                   |
| 72                    | Rémi Cavagna (FRA)              | 14.                   |
| 73                    | Tim Declercq (BEL)              | 89.                   |
| 74                    | Fabio Jakobsen (NED) (landevej) | 115.                  |
| 75                    | Michael Mørkøv (DEN)            | 97.                   |
| 76                    | Casper Pedersen (DEN)           | 57.                   |
| 77                    | Ilan Van Wilder (BEL)           | 3.                    |

| Arkéa-Samsic ARK | Arkéa-Samsic ARK         | Arkéa-Samsic ARK |
| ---------------- | ------------------------ | ---------------- |
| Nr.              | Rytter                   | Placering        |
| 81               | Warren Barguil (FRA)     | 23.              |
| 82               | Élie Gesbert (FRA)       | 30.              |
| 83               | Thibault Guernalec (FRA) | 72.              |
| 84               | Simon Guglielmi (FRA)    | 29.              |
| 85               | Hugo Hofstetter (FRA)    | 66.              |
| 86               | Łukasz Owsian (POL)      | DNF-5            |
| 87               | Matis Louvel (FRA)       | 43.              |

| Team DSM DSM | Team DSM DSM                  | Team DSM DSM |
| ------------ | ----------------------------- | ------------ |
| Nr.          | Rytter                        | Placering    |
| 91           | Pavel Bittner (CZE)           | 84.          |
| 92           | John Degenkolb (GER)          | 75.          |
| 93           | Nils Eekhoff (NED)            | 103.         |
| 94           | Jonas Iversby Hvideberg (NOR) | DNF-2        |
| 95           | Oscar Onley (GBR)             | 12.          |
| 96           | Casper van Uden (NED)         | 114.         |
| 97           | Kevin Vermaerke (USA)         | 16.          |

| Trek-Segafredo TFS | Trek-Segafredo TFS                | Trek-Segafredo TFS |
| ------------------ | --------------------------------- | ------------------ |
| Nr.                | Rytter                            | Placering          |
| 101                | Filippo Baroncini (ITA)           | 62.                |
| 102                | Tony Gallopin (FRA)               | 36.                |
| 103                | Bauke Mollema (NED) (enkeltstart) | 8.                 |
| 104                | Jacopo Mosca (ITA)                | 76.                |
| 105                | Natnael Tesfatsion (ERI)          | 28.                |
| 106                | Edward Theuns (BEL)               | 106.               |
| 107                | Mathias Vacek (CZE)               | 61.                |

| UAE Team Emirates UAD | UAE Team Emirates UAD         | UAE Team Emirates UAD |
| --------------------- | ----------------------------- | --------------------- |
| Nr.                   | Rytter                        | Placering             |
| 111                   | João Almeida (POR) (landevej) | 6.                    |
| 112                   | Finn Fisher-Black (NZL)       | 20.                   |
| 113                   | Marc Hirschi (SUI)            | DNS-2                 |
| 114                   | Ivo Oliveira (POR)            | 52.                   |
| 115                   | Rui Oliveira (POR)            | 65.                   |
| 116                   | Matteo Trentin (ITA)          | 81.                   |

| Caja Rural-Seguros RGA CJR | Caja Rural-Seguros RGA CJR | Caja Rural-Seguros RGA CJR |
| -------------------------- | -------------------------- | -------------------------- |
| Nr.                        | Rytter                     | Placering                  |
| 121                        | Sergio Martín (ESP)        | 48.                        |
| 122                        | Eduard Prades (ESP)        | 45.                        |
| 123                        | Michal Schlegel (CZE)      | 83.                        |
| 124                        | Daniel Babor (CZE)         | 122.                       |
| 125                        | Jon Barrenetxea (ESP)      | 38.                        |
| 126                        | Iúri Leitão (POR)          | 123.                       |
| 127                        | Yesid Pira (COL)           | DNS-2                      |

| Human Powered Health HPM | Human Powered Health HPM       | Human Powered Health HPM |
| ------------------------ | ------------------------------ | ------------------------ |
| Nr.                      | Rytter                         | Placering                |
| 131                      | Charles-Étienne Chrétien (CAN) | 85.                      |
| 132                      | Kristian Aasvold (NOR)         | 53.                      |
| 133                      | Chad Haga (USA)                | 104.                     |
| 134                      | Gage Hecht (USA)               | 107.                     |
| 135                      | Matthew Gibson (GBR)           | 121.                     |
| 136                      | Gijs Van Hoecke (BEL)          | DNS-5                    |
| 137                      | Sasha Weemaes (BEL)            | DNS-5                    |

| Tudor Pro Cycling Team TUD | Tudor Pro Cycling Team TUD      | Tudor Pro Cycling Team TUD |
| -------------------------- | ------------------------------- | -------------------------- |
| Nr.                        | Rytter                          | Placering                  |
| 141                        | Tom Bohli (SUI)                 | 108.                       |
| 142                        | Aloïs Charrin (FRA)             | 77.                        |
| 143                        | Alexander Kamp (DEN) (landevej) | 93.                        |
| 144                        | Petr Kelemen (CZE)              | DNF-5                      |
| 145                        | Simon Pellaud (SUI)             | 44.                        |
| 146                        | Sébastien Reichenbach (SUI)     | 19.                        |
| 147                        | Joel Suter (SUI) (enkeltstart)  | DNS-2                      |

| Uno-X Pro Cycling Team UXT | Uno-X Pro Cycling Team UXT       | Uno-X Pro Cycling Team UXT |
| -------------------------- | -------------------------------- | -------------------------- |
| Nr.                        | Rytter                           | Placering                  |
| 151                        | Alexander Kristoff (NOR)         | 91.                        |
| 152                        | Rasmus Tiller (NOR) (landevej)   | 74.                        |
| 153                        | Søren Wærenskjold (NOR)          | DNF-5                      |
| 154                        | Anders Skaarseth (NOR)           | 50.                        |
| 155                        | Tobias Halland Johannessen (NOR) | DNS-3                      |
| 156                        | Anthon Charmig (DEN)             | 15.                        |
| 157                        | Erik Nordsæter Resell (NOR)      | 68.                        |

| ABTF Betão-Feirense CDF | ABTF Betão-Feirense CDF | ABTF Betão-Feirense CDF |
| ----------------------- | ----------------------- | ----------------------- |
| Nr.                     | Rytter                  | Placering               |
| 161                     | Barry Miller (USA)      | DNS-2                   |
| 162                     | Ivo Pinheiro (POR)      | 90.                     |
| 163                     | Santiago Mesa (COL)     | 127.                    |
| 164                     | Afonso Eulálio (POR)    | 105.                    |
| 165                     | Fábio Oliveira (POR)    | 116.                    |
| 166                     | Francisco Moreira (POR) | 130.                    |
| 167                     | Pedro Andrade (POR)     | 131.                    |

| AP Hotels & Resorts-Tavira-SC Farense ATF | AP Hotels & Resorts-Tavira-SC Farense ATF | AP Hotels & Resorts-Tavira-SC Farense ATF |
| ----------------------------------------- | ----------------------------------------- | ----------------------------------------- |
| Nr.                                       | Rytter                                    | Placering                                 |
| 171                                       | Rúben Simão (POR)                         | 96.                                       |
| 172                                       | Diogo Barbosa (POR)                       | 124.                                      |
| 173                                       | Samuel Blanco (ESP)                       | 113.                                      |
| 174                                       | Rafael Lourenço (POR)                     | 94.                                       |
| 175                                       | Valter Pereira (POR)                      | HD-5                                      |
| 176                                       | Venceslau Fernandes (POR)                 | 118.                                      |
| 177                                       | Carlos Salgueiro (POR)                    | DNF-4                                     |

| Aviludo-Louletano-Loulé Concelho AVL | Aviludo-Louletano-Loulé Concelho AVL | Aviludo-Louletano-Loulé Concelho AVL |
| ------------------------------------ | ------------------------------------ | ------------------------------------ |
| Nr.                                  | Rytter                               | Placering                            |
| 181                                  | Nuno Meireles (POR)                  | HD-5                                 |
| 182                                  | Daniel Viegas (POR)                  | HD-5                                 |
| 183                                  | Jesús del Pino (ESP)                 | 109.                                 |
| 184                                  | Tomás Contte (ARG)                   | 119.                                 |
| 185                                  | Carlos Oyarzún (CHI)                 | 64.                                  |
| 186                                  | César Martingil (POR)                | 133.                                 |
| 187                                  | Nahuel D'Aquila (ARG)                | DNF-1                                |

| Credibom-LA Alumínios-Marcos Car LAA | Credibom-LA Alumínios-Marcos Car LAA | Credibom-LA Alumínios-Marcos Car LAA |
| ------------------------------------ | ------------------------------------ | ------------------------------------ |
| Nr.                                  | Rytter                               | Placering                            |
| 191                                  | André Ramalho (POR)                  | DNS-2                                |
| 192                                  | Gonçalo Leaça (POR)                  | 125.                                 |
| 193                                  | Rodrigo Caixas (POR)                 | 100.                                 |
| 194                                  | João Macedo (POR)                    | HD-5                                 |
| 195                                  | Diogo Narciso (POR)                  | 126.                                 |
| 196                                  | Daniel Dias (POR)                    | DNS-3                                |
| 197                                  | João Medeiros (POR)                  | 99.                                  |

| Efapel Cycling EFL | Efapel Cycling EFL      | Efapel Cycling EFL |
| ------------------ | ----------------------- | ------------------ |
| Nr.                | Rytter                  | Placering          |
| 201                | Joaquim Silva (POR)     | 32.                |
| 202                | Tiago Antunes (POR)     | 47.                |
| 203                | Henrique Casimiro (POR) | 41.                |
| 204                | Emanuel Duarte (POR)    | 67.                |
| 205                | Gaspar Gonçalves (POR)  | DNF-4              |
| 206                | Aleksandr Grigorjev     | DNS-5              |
| 207                | Rafael Silva (POR)      | 80.                |

| Glassdrive-Q8-Anicolor GCT | Glassdrive-Q8-Anicolor GCT   | Glassdrive-Q8-Anicolor GCT |
| -------------------------- | ---------------------------- | -------------------------- |
| Nr.                        | Rytter                       | Placering                  |
| 211                        | Frederico Figueiredo (POR)   | DNS-2                      |
| 212                        | Sergio García González (ESP) | 59.                        |
| 213                        | Pedro Silva (POR)            | 101.                       |
| 214                        | Fabio Costa (POR)            | 134.                       |
| 215                        | Luís Mendonça (POR)          | DNF-2                      |
| 216                        | Artjom Nytj                  | 37.                        |
| 217                        | Mauricio Moreira (URU)       | DNF-3                      |

| Kelly-Simoldes-UDO KSU | Kelly-Simoldes-UDO KSU  | Kelly-Simoldes-UDO KSU |
| ---------------------- | ----------------------- | ---------------------- |
| Nr.                    | Rytter                  | Placering              |
| 221                    | Luís Gomes (POR)        | 39.                    |
| 222                    | Afonso Silva (POR)      | 78.                    |
| 223                    | Adrián Bustamante (COL) | 34.                    |
| 224                    | António Ferreira (POR)  | 135.                   |
| 225                    | Hélder Gonçalves (POR)  | 98.                    |
| 226                    | José Sousa (POR)        | 110.                   |
| 227                    | Noah Campos (POR)       | 132.                   |

| Rádio Popular-Paredes-Boavista RPB | Rádio Popular-Paredes-Boavista RPB | Rádio Popular-Paredes-Boavista RPB |
| ---------------------------------- | ---------------------------------- | ---------------------------------- |
| Nr.                                | Rytter                             | Placering                          |
| 231                                | César Fonte (POR)                  | 63.                                |
| 232                                | Luís Felipe Fernandes (POR)        | 111.                               |
| 233                                | Hugo Nunes (POR)                   | 88.                                |
| 234                                | Guillermo García Janeiro (ESP)     | HD-5                               |
| 235                                | Vicente Hernaiz (ESP)              | HD-5                               |
| 236                                | Tiago Leal (POR)                   | DNS-3                              |
| 237                                | Pedro Miguel Lopes (POR)           | DNF-4                              |

| Tavfer-Ovos Matinados-Mortágua TAV | Tavfer-Ovos Matinados-Mortágua TAV | Tavfer-Ovos Matinados-Mortágua TAV |
| ---------------------------------- | ---------------------------------- | ---------------------------------- |
| Nr.                                | Rytter                             | Placering                          |
| 241                                | Gonçalo Carvalho (POR)             | HD-5                               |
| 242                                | António Barbio (POR)               | DNF-4                              |
| 243                                | Gonçalo Amado (POR)                | 128.                               |
| 244                                | João Matias (POR)                  | DNS-4                              |
| 245                                | Leangel Linarez (VEN)              | 120.                               |
| 246                                | Francisco Morais (POR)             | 129.                               |
| 247                                | Nicolás Sáenz (COL)                | HD-5                               |